# Ǎ
Ǎ (hoofdletter) of ǎ (kleine letter) (a-haček) is een letter die wordt gebruikt in het pinyin  (de romanisatie van het Mandarijn) en in het Internationaal Fonetisch Alfabet (IPA). Deze letter wordt frequent verward met de letter ă (a-breve). De háček komt voor in vrijwel alle talen van die behoren tot de: Baltische talen, Slavische talen, Fins-Oegrische talen, Samische talen en de Berbertalen.

## Origine
De haček is geëvolueerd uit de diakritische punt, geïntroduceerd door Jan Hus in de Tsjechische orthografie in zijn Orthographia Bohemica (1412). De originele vorm bestaat nog altijd in het Pools ż. Doch, Hus zijn werk was nauwelijks bekend in zijn tijd en de háček geraakte wijdverspreid in de 16e eeuw met de introductie van de boekdrukkunst.

## Pinyin
In het pinyin staat de letter voor de letter a met de derde toon (de toon die eerst daalt en dan weer stijgt).

## IPA
In het IPA staat de letter voor de letter a met een rijzende toon, van laag naar hoog.

## Unicode
In Unicode heeft Ǎ de code 461 (hex 01CD) en ǎ de code 462 (hex 01CE).